# Стратан Дмитро Іванович
Дмитро Іванович Стратан (нар. 24 січня 1975, Львів, УРСР) — український та російський ватерполіст. Учасник літніх Олімпійських ігор 1996 у складі збірної України. У складі збірної Росії: срібний призер літніх Олімпійських ігор 2000, бронзовий призер літніх Олімпійських ігор 2004, багаторазовий бронзовий призер Чемпіонатів світу та Європи, володар Кубка світу 2002. Заслужений майстер спорту Росії.

## Життєпис
Дмитро Стратан, молдаванин за походженням, народився 24 січня 1975 року в Львові. Його сестра Ауріка, журналіст, працює за фахом у Львові. Стратан закінчив Львівський інститут фізкультури. Стратан вихованець львівської ватерпольної школи.
У 1997 році Дмитро Стратан отримав російське громадянство.
Після завершення кар'єри гравця проживає у Волгограді, Росія, звідки походить його дружина Катерина. Стратан має сина Данила (нар. 2000) і доньку Дарину.
З 2014 року Дмитро Стратан працює головним тренером астраханського «Динамо».

## Клубна кар'єра
Дмитро Стратан розпочав клубну кар'єру в команді майстрів львівського «Динамо», у 16 років.
Два роки грав у Словенії, один рік у Франції. Виступав за ватерпольну команду «Штурм-2002» Люберці Московська область, «Спартак» (Волгоград).
- Чемпіон України в складі «Динамо» (Львів) (1994).
- Чемпіон Словенії і володар Кубка Словенії в складі ВК «Копер» (1995).
- Віце-чемпіон Франції в складі ВК «Марселя» (2002).
- Чемпіон Росії (1997, 1999, 2011) і володар Кубка Росії (1998, 2000) в складі волгоградського «Спартака».
- Чемпіон Росії (2005, 2006, 2008, 2009) і володар Кубка Росії (2006, 2008) в складі ВК «Штурма-2002» (МО).
- Переможець Кубка «Лен Трофі» у складі ВК «Штурма-2002» (2008).

## Нагороди та звання
- «Заслужений майстер спорту Росії»
- Орден «Дружби» (2001)
- Орден «За заслуги перед Вітчизною» II ступеня (2005)